# 南大隅町立佐多小学校
南大隅町立佐多小学校（みなみおおすみちょうりつ さたしょうがっこう）は、鹿児島県南大隅町佐多伊座敷にある町立小学校である。

## 概要
- 1870年（明治3年）2月に開校。
- 本土最南端に位置する小学校であり、2013年（平成25年）には、佐多地区内の6つの小学校が統合により一つになり、現在にいたる。

## 校訓
「明るく」「かしこく」「たくましく」

## 教育目標
豊かな感性とたくましく生きる力を持ち、自ら進んで行動できる子供を育てる。